# Bakkendrup Sogn
Bakkendrup Sogn var et sogn i Kalundborg Provsti (Roskilde Stift). 
I 1800-tallet var Bakkendrup Sogn anneks til Gørlev Sogn. Begge sogne hørte til Løve Herred i Holbæk Amt. Gørlev-Bakkendrup sognekommune blev ved kommunalreformen i 1970 kernen i Gørlev Kommune, der ved strukturreformen i 2007 indgik i Kalundborg Kommune.
I Bakkendrup Sogn findes Bakkendrup Kirke.
1.	december 2024 indgik sognet i Gørlev-Bakkendrup Sogn
I sognet findes følgende autoriserede stednavne:
- Bakkendrup (bebyggelse)
- Bakkendrup By (bebyggelse, ejerlav)
- Ulstrup (bebyggelse)
- Ulstrup By (bebyggelse, ejerlav)